# Stazione di Limestre
La stazione di Limestre era una fermata situata sulla linea ferroviaria privata Pracchia-San Marcello Pistoiese-Mammiano nei pressi del paese omonimo.

## Caratteristiche
La fermata era dotata di un fabbricato viaggiatori ad un piano di modeste dimensioni dotato di sala di attesa per i viaggiatori e di abitazioni per il personale ferroviario e di un edificio per servizi igienici separato. Si colloca in un piazzale al km 13,759 posto a monte dell'abitato.
Si trovavano due binari per lo scambio dei convogli, un binario tronco e uno di collegamento con gli stabilimenti della Società Metallurgica Italiana di Limestre.

## Storia
Fu inaugurata il 21 giugno 1926, insieme all'apertura della ferrovia FAP ed ha svolto servizio fino al 30 settembre 1965, data dell'ultima corsa dei convogli. Nel 1931 fu declassificata da stazione a fermata a seguito del ridotto traffico merci e passeggeri. Dal 1997 è divenuta proprietà del Comune di San Marcello Pistoiese.